# Lauren Bush
Lauren Bush (nacida Lauren Pierce Bush; Texas, 25 de junio de 1984) es una modelo estadounidense, hija de Neil y Sharon Bush y sobrina del expresidente de los Estados Unidos George W. Bush.

## Primeros años
Asistió a la escuela Kinkaid en Houston y luego estudió diseño de modas en Parsons The New School for Design y en Central Saint Martins College of Art and Design. Lauren se graduó de antropóloga en la Universidad Princeton en el año 2006. Es miembro de The Ivy Club, uno de los diez clubs culinarios de Princeton.

## Carrera
Firmó con la agencia Elite Model Agency. Gracias a ello apareció en las revistas Vogue y Vanity Fair. Además, es habitual de Tommy Hilfiger, Abercrombie & Fitch y diseñadores como Gai Mattiolo y Isaac Mizrahi.
En cuanto a sus apariciones en televisión cabe resaltar un cameo en la serie Friends.
Lauren viajó a Chad en 2005 como embajadora del Programa Mundial de Alimentos.

## Vida personal
Actualmente mantiene una relación sentimental con el hijo de Ralph Lauren, David Lauren (nacido el 26 de octubre de 1971 en Nueva York). Contrajeron matrimonio el 4 de septiembre de 2011. Su primer hijo, James Richard Lauren, nació el 21 de noviembre de 2015. Su segundo hijo, Max Walker Lauren, nació el 19 de abril de 2018. El 10 de abril de 2021 nació su tercer hijo, Robert Rocky Lauren. Es buena amiga de la actriz Elizabeth Berkley.
Bush es vegetariana desde los cuatro años.